# Malapterurus thysi
Malapterurus thysi es una especie de peces de la familia Malapteruridae en el orden de los Siluriformes.

## Morfología
• Las hembras pueden llegar alcanzar los 24 cm de longitud total.
- Número de  vértebras: 38-41.[1]

## Hábitat
Es un pez de agua dulce.

## Distribución geográfica
Se encuentran en África: Costa de Marfil.